# Kuehneotheriidae
Kuehneotheriidae são uma família de mammaliaformes extintos, e do grupo dos Symmetrodonta.

## Classificação
- Familia Kuehneotheriidae Kermack, Kermack, & Mussett, 1968
  - Gênero Kuehneotherium D.M. Kermack et al., 1968
  - Gênero Deltasia Sigogneau-Russell e Godefroit, 1997
  - Gênero Kotatherium Datta, 1981